# Макмиллан, Джеймс (композитор)
Джеймс Макмиллан (англ. James MacMillan; род. 16 июля 1959, Килуиннинг, Норт-Эршир) — современный шотландский композитор и дирижёр, работающий в жанре классической музыки.

## Жизнь и творчество
Дж. Макмиллан до своего совершеннолетия (1977) проживал в шотландском графстве Саут-Эршир, в городке Камнок. Изучал композиторское мастерство в Эдинбургском университете и в Даремском университете. Завершил университетское образование в 1987 году. В 1986—1988 годах работал музыкальным ассистентом в Манчестерском университете. После получения диплома Макмиллан возвращается в Шотландию, где получает место помощника по композиции при Шотландском камерном оркестре (Scottish Chamber Orchestra).
Первая большая известность приходит к Дж. Макмиллану в 1990 году, вместе с исполнением Шотландским симфоническим оркестром BBC, которым дирижировал Ежи Максымюк, его реквиема Исповедь Изобель Гоуди на длившемся несколько недель британском фестивале классической музыки Промс (Proms). После этого композитор получает многочисленные заказы на сочинения музыкальных произведений — например, концерта для ударных инструментов для шотландки Эвелин Гленни. Последний, под названием Veni, Veni, Emmanuel прозвучал впервые в 1992 году и с тех пор является одним из наиболее часто исполняемых произведений Макмиллана.
Музыкальные композиции Дж. Макмиллана зачастую наполнены религиозным и политическим содержанием. Являясь католиком, он пишет много духовной музыки — прежде всего хоровой (например Magnificat (1999) и многочисленные мессы). Кроме этого он в своём творчестве ориентируется на традиции шотландской музыки. В 1999 году, в связи с открытием шотландского парламента после 292-летнего перерыва, Макмиллан дирижировал своей композицией из фанфар при вступлении королевы Елизаветы II в зал заседаний. В 2000 году он становится композитором и дирижёром Филармонии ВВС. Осенью 2007 года была поставлена опера Дж. Макмиллана Жертвоприношение (в Национальной опере Уэльса). Затем композитор начинает работу над оперой, основанной на старинных уэльских легендах.
Дж. Макмиллан, как и его жена, члены католического Доминиканского ордена. Он является также командором Ордена Британской империи.

## Сочинения
- After the Tryst (скрипка + фортепиано — 1988)
- The Confession of Isobel Gowdie (оркестр — 1990)
- The Berserking (концерт для фортепиано — 1990)
- Veni, Veni, Emmanuel (концерт для ударных — 1992)
- Seven Last Words from the Cross (кантата: хор и струнные инструменты — 1993)
- Инес де Кастро (опера, либретто: Джон Клиффорд — 1991-95)
- The World’s Ransoming (английский рожок и оркестр — 1997)
- Cello concerto (1997, заказан и исполнен Мстиславом Ростроповичем)
- Симфония: Vigil (1997)
- Quickening (соло, хор, оркестр — 1998)
- Mass (хор, орган — 2000)
- Cello Sonata no2, посвящается Джулиану Ллойд Уэбберу
- The Birds of Rhiannon (оркестр + хор, текст: Майкла Саймонса Робертса — 2001)
- O Bone Jesu (2001),
- Piano concerto No. 2 (2003)
- «Sun-Dogs» (2006)
- The Sacrifice (опера)
- St John Passion (2008)
- Violin Concerto (2010)
- Oboe Concerto (2010)
- Tu es Petrus, месса к визиту Бенедикта XVI в Великобританию (2010, )
- Clemency, опера (2010)